# Liste der Internationalen Meister (Verleihung 1971)

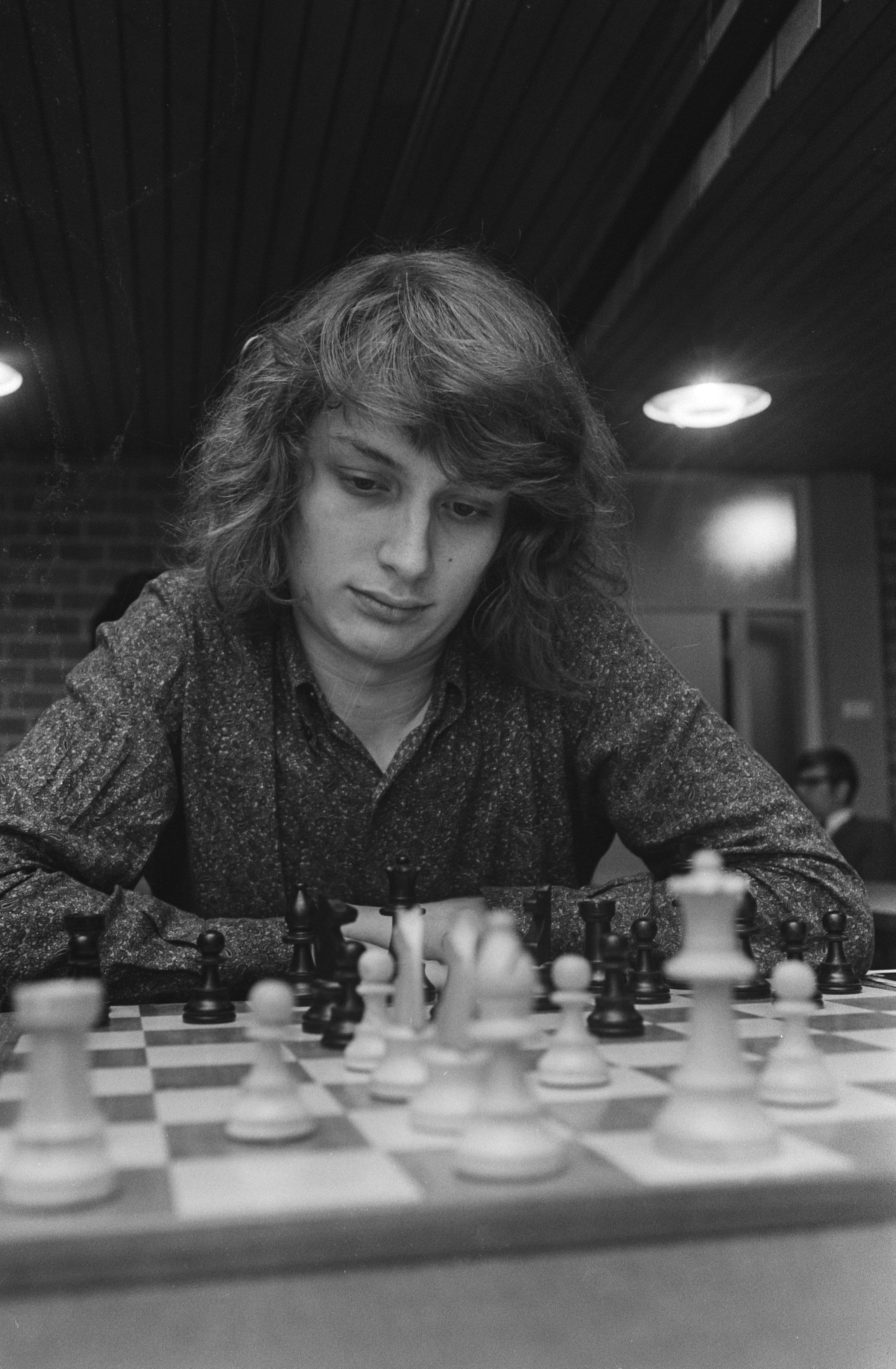
Jan Timman lag im Januar 1982 auf dem zweiten Platz der Weltrangliste.

Die Liste der Internationalen Meister des Jahres 1971 führt alle Schachspieler auf, die im Jahr 1971 vom Weltschachbund FIDE den Titel Internationaler Meister erhalten haben.
Mit Werner Hug, Srdjan Marangunić und Jan Timman waren im Januar 2016 noch drei der damals sechs geehrten Spieler am Leben. Als einziger der sechs Spieler erreichte Jan Timman später den Großmeistertitel.

## Legende
Die Tabelle enthält folgende Angaben:
- Name: Nennt den Namen des Spielers.
- Land: Nennt das Land, für das der Spieler 1971 spielberechtigt war.
- Lebensdaten: Nennt das Geburtsjahr und gegebenenfalls das Sterbejahr des Spielers.
- GM: Gibt für Spieler, die später zum Großmeister ernannt wurden, das Jahr der Verleihung an.
- weitere Verbände: Gibt für Spieler, die früher oder später für mindestens einen anderen Verband spielberechtigt waren, diese Verbände mit den Zeiträumen der Spielberechtigung (sofern bekannt) an. Wechsel zu einem Nachfolgestaat sind berücksichtigt, sofern der Spieler zu diesem Zeitpunkt noch schachlich aktiv war.

## Liste
| Name              | Land             | Lebensdaten | GM   | weitere Verbände     |
| ----------------- | ---------------- | ----------- | ---- | -------------------- |
| Yaacov Bleiman    | Israel           | 1947–2004   |      |                      |
| Robert Hartoch    | Niederlande      | 1947–2009   |      |                      |
| Werner Hug        | Schweiz          | 1952        |      |                      |
| Srdjan Marangunić | Jugoslawien      | 1943        |      | Kroatien (seit 1992) |
| Ladislav Mišta    | Tschechoslowakei | 1943–2010   |      | Tschechien (ab 1993) |
| Jan Timman        | Niederlande      | 1951        | 1974 |                      |